# ادنا اوبراین
جوزفین ادنا اوبراین (انگلیسی: Josephine Edna O'Brien؛ زادهٔ ۱۵ دسامبر ۱۹۳۰ – درگذشتهٔ ۲۷ ژوئیهٔ ۲۰۲۴) نمایش‌نامه‌نویس، شاعر، و رمان‌نویس اهل ایرلند بود. او در بیشتر رمان‌های خود به تشریح مبارزات زنان در دنیای تحت سلطه مردان می‌پرداخت. او برنده جوایز ادبی متعددی شد.

## زندگینامه
اوبراین زاده ۱۵ دسامبر ۱۹۳۰ در تامگرانی ایرلند بود. او آموزش در کنار راهبه‌ها را خفقان‌آور یافت و به دابلین رفت. سپس ساکن لندن شد و بیشتر عمر خود را در آنجا گذراند.
او ابتدا شروع به نوشتن داستان کوتاه کرد و بعد در رشته داروسازی به تحصیل پرداخت. نخستین رمان او به نام دختران روستایی در سال ۱۹۶۰ منتشر شد. او در این کتاب به تمایلات همجنسگرایانه دو زن اشاره کرده و  دیدگاه‌های سنتی جامعه را به چالش کشیده بود. انتشار این کتاب و  دختر تنها و دختران مزدوج خوشبخت او سال‌ها در ایرلند ممنوع بود. حتی برخی از نسخه‌ها، از جمله در روستای زادگاه اوبراین، سوزانده شدند. اما این کتاب‌ها به موفقیت‌های بزرگی دست یافتند. وی به خاطر نگارش مجموعه داستان کوتاه قدیسان و گناهکاران برنده جایزه فرانک اوکانر شد. دختران روستایی، دختری تنها، و دختران در لباس بخت سه کتاب از یک سه‌گانه او هستند. در سال ۲۰۱۲ کتاب خاطرات او با عنوان دختر روستایی منتشر شد که عنوان آن به رمان نخست او دختران روستایی اشاره دارد که سال‌ها ممنوع بود.